# Alperschällihorn
Das Alperschällihorn ist ein Berg der Splügener Kalkberge im Schweizer Kanton Graubünden.
Der Berg liegt nördlich über der Gemeinde Splügen im Rheinwald, der östliche Aufschwung gehört zur Gemeinde Rheinwald als deren höchster Punkt, während die nordwestliche Flanke zur Gemeinde Safiental gehört.
Nördlich des Alperschällihorns liegt auf 2613 Metern die Alperschällilücke, ein Passübergang von Sufers nach Safien.
Wie die gesamten Splügener Kalkberge ist das Alperschällihorn von Steinwüsten und Geröllhalden geprägt.

## Karte
- Landeskarte 1:25'000, Blatt 1235 Andeer